# 7 novembre 1922
Le mardi 7 novembre 1922 est le 311e jour de l'année 1922.

## Naissances
- Al Hirt (mort le 27 avril 1999), musicien américain
- Gabriel Jabbour (mort le 20 septembre 1987), acteur français
- Ghulam Azam (mort le 23 octobre 2014), homme politique bangladais
- Louis Stettner (mort le 13 octobre 2016), photographe américain
- Marcel Scipion (mort le 9 décembre 2013), berger des Alpes de Haute-Provence
- René Henoumont (mort le 9 septembre 2009), journaliste belge
- René Laforge (mort le 20 janvier 1942), résistant français
- Roy McKenzie (mort le 1er septembre 2007), philanthrope néo-zélandais

## Décès
- Émile Compayré (né le 21 mars 1851), personnalité politique française
- Artur de Campos Henriques (né le 28 avril 1853), homme politique portugais